# Grojec, huyện Oświęcimski
Grojec [ˈɡrɔjɛt͡s] là một ngôi làng lịch sử thuộc huyện Oświęcim ở Małopolskie ở Ba Lan. Nó nằm khoảng 8 kilômét (5 mi) về phía nam của Oświęcim và 52 km (32 mi) về phía tây của thủ phủ khu vực Kraków.

## Lịch sử
Ngôi làng lần đầu tiên được đề cập với tên gọi là Grozey vào năm 1285 trong tài liệu, cho phép komes Adam thành lập một ngôi làng mới Sępnia (đương đại là poręba Wielka), nằm ở Grojec. Sau này được đề cập với tên gọi là Grodecz (1364), Grodicz (1442), Grodziecz (1537). Tên gọi cho thấy sự tồn tại của một lãnh chúa, trong đó dấu vết có thể được tìm thấy trên một ngọn đồi gần đó.
Về mặt chính trị, ban đầu nó thuộc về Lãnh địa Racibórz và thành trì của Oświęcim, được thành lập vào năm 1315 trong quá trình phân chia phong kiến Ba Lan thành Lãnh địa xứ Oświęcim, được cai trị bởi một nhánh của Silesian Piast. Năm 1327, lãnh địa trở thành một thái ấp của Vương quốc Bohemia. Vào năm 1457, IV tháng 1 của Oświęcim đã đồng ý bán lãnh địa cho Crown Ba Lan, và trong tài liệu kèm theo ban hành vào ngày 21 tháng 2, ngôi làng được đề cập với tên gọi là Grodecz.
Lãnh thổ của Công tước Oświęcim cuối cùng đã được sáp nhập vào Ba Lan vào năm 1564 và hình thành Huyện Silesian của Kraków Voivodeship. Khi phân vùng lần đầu tiên của Ba Lan vào năm 1772, nó trở thành một phần của Vương quốc Galicia của Áo. Sau Thế chiến I và sự sụp đổ của Áo-Hungary, nó đã trở thành một phần của Ba Lan. Nó bị Đức Quốc xã thôn tính vào đầu Thế chiến II, và sau đó nó được khôi phục trở lại Ba Lan.